# Greeth Gilhuis-Smitskamp
Margaretha Elisabeth Gilhuis-Smitskamp (Den Haag, 6 mei 1908 – Soest, 21 mei 2008) was een Nederlandse kinderboekenschrijfster en dichteres.
Greeth Gilhuis-Smitskamp werd in 1908 geboren in Den Haag. Ze groeide op in een gereformeerd gezin. Aanvankelijk werkte ze na haar opleiding boekhouden enkele jaren op een kantoor, maar daarnaast ging ze schrijven. Ze debuteerde in 1929 met enkele korte verhalen in het blad Opwaartsche Wegen. In 1932 trouwde ze met de gereformeerde predikant Jan Cornelis Gilhuis. Samen met haar dochter Dineke Thomas-Gilhuis schreef ze tientallen kinderboeken, die van tekeningen werden voor zien door onder andere W.G. van de Hulst jr., Rie Reinderhoff en Jan Lutz en werden uitgegeven door de protestants-christelijke Uitgeverij Callenbach. Daarnaast schreef ze voor het tijdschrift Moeder.
Ook was Gilhuis-Smitskamp actief als dichteres. Dichter Gerrit Komrij koos haar gedicht 'Zo hoort het 's avonds' voor de bloemlezing De Nederlandse kinderpoëzie in 1000 en enige gedichten.
Ze overleed in 2008, twee weken na haar 100ste verjaardag.

## Werken (selectie)
- Zo'n driftkop (1931)
- Het karretje van Dirk Olie (1934)
- Ali gaat in een dienstje (1936)
- Van Niekje, Riekje en de rozijnentaart (1938)
- Veilig in het donker (1939)
- De tocht van Tamme (1939)
- Pit (1940)
- De overwinning (1946)
- Nu moet je eens luisteren (1948)
- Een sneeuwbal vliegt in de woonschuit… (1950)
- Toen het grote huis er nog stond (1950)
- Fransje en haar dominee (1953)
- Lummechien (1955)
- Een feestjurk voor Fietje (1958)

- Digitale Bibliotheek voor de Nederlandse Letteren: gilh001
- International Standard Name Identifier: 0000 0003 9252 4735
- Nederlandse Thesaurus van Auteursnamen: 072061359
- Virtual International Authority File: 286563570
- WorldCat: E39PBJhmQjBmY3rXKjDptvhPwC